# Йоншвиль
Йоншвиль (нем. Jonschwil) — коммуна в Швейцарии, в кантоне Санкт-Галлен.
Входит в состав округа Виль. Население составляет 3311 человек (на 31 декабря 2006 года). Официальный код — 3405.